# Kazimierz Ziembiński (1888–1940)
Kazimierz Antoni Bolesław Ziembiński, ps. Zieliński (ur. 4 lutego 1888 w Ogrodzieńcu, zm. wiosną 1940 w Charkowie) – podpułkownik kawalerii Wojska Polskiego, działacz niepodległościowy, kawaler Orderu Virtuti Militari, ofiara zbrodni katyńskiej.

## Życiorys
Urodził się 4 lutego 1888 w Ogrodzieńcu, w ówczesnym powiecie olkuskim guberni kieleckiej, w rodzinie Wojciecha, sędziego, i Klary z Arendziuszów.
W sierpniu 1914 wstąpił do Legionów Polskich i objął komendę nad I plutonem 2 szwadronu kawalerii. 29 września tego roku został mianowany podporucznikiem, a już 5 listopada 1914 awansowany na porucznika. Od 4 czerwca 1915 służył w II dywizjonie kawalerii, a od 17 września tego roku dowodził 6 szwadronem kawalerii. W połowie 1916 został odnotowany jako dowódca 2 szwadronu 2 pułku ułanów. Po kryzysie przysięgowym (lipiec 1917) przeszedł do Polskiego Korpusu Posiłkowego i 27 listopada 1917 został wyznaczony na stanowisko dowódcy II dywizjonu 2 pułku ułanów. Po bitwie pod Rarańczą i rozwiązaniu pułku (19 lutego 1918) został internowany w obozie w Dułowie (węg. Dulfalva) na Zakarpaciu.
15 października 1918 Rada Regencyjna zatwierdziła go w stopniu rotmistrza ze starszeństwem z 1 lipca 1917. 21 listopada tego roku został przeniesiony ze szwadronu taborów do 5 pułku ułanów w Mińsku Mazowieckim. 24 lipca 1919 został przeniesiony do Wojskowej Straży Granicznej. 12 listopada tego roku został zatwierdzony na stanowisku dowódcy szwadronu szkolnego 3 pułku Wojskowej Straży Granicznej. 15 lipca 1920 został zatwierdzony z dniem 1 kwietnia 1920 w stopniu majora, w kawalerii, w grupie oficerów byłych Legionów Polskich. Pełnił wówczas służbę w 3 pułku Strzelców Granicznych.
Po zakończeniu działań wojennych pozostał w wojsku jako oficer zawodowy. 3 maja 1922 został zweryfikowany w stopniu podpułkownika ze starszeństwem od 1 czerwca 1919 i 57. lokatą w korpusie oficerów jazdy (od 1924 – kawalerii. Od 1 maja 1923 do 1 marca 1925 był zastępcą dowódcy 18 pułku ułanów w Toruniu. W 1926 został przeniesiony do 24 pułku ułanów w Kraśniku na stanowisko zastępcy dowódcy pułku. W styczniu 1928 został przeniesiony do kadry oficerów kawalerii z równoczesnym przydziałem na stanowisko rejonowego inspektora koni w Poznaniu. 15 grudnia tego roku został zameldowany z rodziną w Poznaniu przy ul. Głogowskiej 65. W czerwcu 1930 został zwolniony z zajmowanego stanowiska i oddany do dyspozycji dowódcy Okręgu Korpusu Nr VII. Z dniem 30 kwietnia 1931 został przeniesiony w stan spoczynku. 9 lipca tego roku wymeldował się w Poznaniu i wyjechał z rodziną do Lublina. Zwolnienie z czynnej służby pozostawało w bezpośrednim związku z prowadzonym przeciwko niemu postępowaniem karnym o nadużycia na stanowisku rejonowego inspektora koni. W 1934, jako oficer stanu spoczynku pozostawał w ewidencji Powiatowej Komendy Uzupełnień Lublin Miasto. Posiadał przydział do Oficerskiej Kadry Okręgowej Nr II. Był wówczas „przewidziany do użycia w czasie wojny”.
W nieznanych okolicznościach, po agresji ZSRR na Polskę z 17 września 1939, dostał się do niewoli sowieckiej i został osadzony w obozie jenieckim w Starobielsku. Wiosną 1940 został zamordowany przez funkcjonariuszy NKWD w Charkowie i pogrzebany potajemnie w bezimiennej mogile zbiorowej w Piatichatkach, gdzie od 17 czerwca 2000 mieści się oficjalnie Cmentarz Ofiar Totalitaryzmu w Charkowie. Figuruje na tzw. liście Gajdideja (poz. 1210).
Był żonaty z Heleną z Laskowskich (ur. 1895), z którą miał dwie córki: Alicję (ur. 1922) i Renatę (ur. 1928).
5 października 2007 minister obrony narodowej Aleksander Szczygło mianował go pośmiertnie na stopień pułkownika. Awans został ogłoszony 9 listopada 2007 w Warszawie, w trakcie uroczystości „Katyń Pamiętamy – Uczcijmy Pamięć Bohaterów”.

## Ordery i odznaczenia
- Krzyż Srebrny Orderu Wojskowego Virtuti Militari nr 5392[1][27] – 17 maja 1922[28]
- Krzyż Niepodległości – 8 listopada 1937 „za pracę w dziele odzyskania niepodległości”[29][30]
- Krzyż Walecznych czterokrotnie[31][32]
- Odznaka Pamiątkowa Więźniów Ideowych[33]

## Upamiętnienie
13 kwietnia 2016, w ramach akcji „Katyń... pamiętamy” / „Katyń... Ocalić od zapomnienia”, w ogrodzie Pałacu Prezydenckiego został zasadzony Dąb Pamięci poświęconego wszystkim Ofiarom Zbrodni Katyńskiej, certyfikat z numerem 1.